# Адам Гесслер
Адам Гесслер (народився 12 вересня 1955, Варшава) — польський ресторатор, що брендує мережу ресторанів своїм іменем, спочатку був актором. Автор кулінарної книги «Смаки на 52 тижні» (2011). 

## Фільмографія та телевізійні програми
- 1977: «Акція під Арсеналом»
- 1978: «Преображенська лікарня»
- 2010: «Сніданок у ліжко»
- 2010–11: «Злий гері» ( TVP1 ) в ролі ведучого[2]
- «Кава чи чай?» ( TVP2 )
- 2012 рік: «Євро за Гесслером» в ролі ведучого

## Сім'я
Є сином Збігнева Гесслера, підприємця і ресторатора, та Ванди Марцяняк, живописця. Його брат, Пйотр Гесслер, також ресторатор (був одружений, серед інших, з Магдою та Мартою Гесслер). У Адама Гесслера є два сини: Матеуш з першою дружиною Йоанною Рокблейв і Адам Щесний з другою дружиною Йоанною Собеською-Гесслер. 

## Борги
Адам Гесслер займає перше місце в списку боржників варшавського Підприємства муніципальної економіки (керівники муніципальних приміщень). Причиною виникнення боргу стала несплата орендної плати за оренду приміщення (в т.ч. «Ресторан Крокодил», «Корчма Войтковіце», «Рестораційний Дім Гесслер») на Староміській площі у 1992–2007 роках. У 2003 році його оштрафували за продаж алкоголю без дозволу, а в 2004 році судом було присуджено заборонити ведення підприємницької діяльності (раніше її призупиняли згідно діючого законодавства, у тому числі за дачу неправдивих показань, введення в оману нотаріуса та заволодіння майном). У 2007 році судовий пристав провів виселення із заборгованих приміщень та продовжує стягнення боргу (близько 50 млн. злотих). До листопада 2012 року з присудженої суми було стягнуто лише близько 50 000 злотих. У жовтні 2013 року судовий пристав виставив на аукціон будинок боржника на 3,85 мільйона злотих. Адам Гесслер також має борги перед іншими суб'єктами господарювання. 

## Зовнішні посилання
- Adam Gessler на сайті  filmpolski.pl (пол.)
- Adam Gessler в театральній базі даних e-teatr.pl (пол.)

- 1845161 Adam Gessler на сайті IMDb (англ.)
- Adam Gessler на сайті Filmweb.pl (пол.)